# Les Voleurs dans la loi
Pour plus de détails, voir Fiche technique et Distribution.
Les Voleurs dans la loi (Воры в законе, Vory v zakone) est un film soviétique réalisé par Iouri Kara, sorti en 1988,. Il s'agit d'une adaptation lointaine d'un roman de Fazil Iskander dont le nom fait référence à la mafia des Voleurs dans la loi (Vor v zakone).

## Synopsis
L'action se déroule en Abkhazie au début des années 1980. Rita, la fille d'un paysan d'un village lointain du Caucase, s'est enfuie de chez elle et a rejoint un gang criminel qui contrôle de façon mafieuse une petite ville balnéaire. Elle devient la maîtresse du chef de la mafia Arthur. Tous les entrepreneurs clandestins locaux et les autorités soviétiques sont sous son contrôle. Bientôt, un jeune archéologue, Andreï, arrive dans la ville, et tombe amoureux de Rita, qui quitte Arthur. C'est alors que les ennuis commencent...

## Fiche technique
Sauf indication contraire, les informations mentionnées dans cette section peuvent être confirmées par la base de données cinématographiques IMDb,  présente dans la section « Liens externes ».
- Titre : Les Voleurs dans la loi
- Titre original : Воры в законе (Vory v zakone)
- Réalisation : Iouri Kara
- Scénario : Iouri Kara, Fazil Iskander
- Photographie : Vadim Semenovykh
- Décors : Anatoli Kotchourov, Valentina Olonovskaia, Inna Ratnikova
- Montage : Alla Miakotina
- Pays de production :  Union soviétique
- Langue de tournage : russe
- Format : Couleurs
- Durée : 95 minutes
- Genre : Thriller et film de gangsters
- Date de sortie : 
  - Union soviétique : décembre 1988
  - Hongrie : 15 mars 1990

## Distribution
- Valentin Gaft : Arthur
- Anna Samokhina : Rita
- Boris Chtcherbakov : Andreï
- Arnis Līcītis : L'enquêteur
- Zinovi Gerdt : L'avocat